# 겉질척수로
겉질척수로(corticospinal tract) 또는 피질척수로(皮質脊髓路)는 대뇌 겉질에서 시작하여 척수로 내려가는 신경 섬유 다발이다. 수의적으로(뜻대로) 몸을 움직이게 한다. 외측(가쪽)과 내측(안쪽)이 있다. 피질척수로는 대뇌 피질(cerebral cortex)에서 시작하는 백색질 운동 경로(motor pathway)로 척수의 낮은 운동 뉴런(lower motor neuron)과 연합 신경 세포(interneuron)에서 끝나며 주로 골격근(skeletal muscle) 등을 통해 사지와 몸통의 움직임을 제어한다.

## 가쪽겉질척수로
가쪽겉질척수로(lateral corticospinal tract) 또는 외측피질척수로(外側皮質脊髓路)는 대뇌 피질에서 기원하여 척수로 내려가는 신경로 가운데 숨뇌의 피라미드 교차에서 반대쪽으로 가로지르고 척수의 가쪽 섬유단으로 내려가는 신경 섬유 다발이다. 팔다리의 손과 발 등 말초신경과 관련해서 근육에 분포하는 척수 앞뿔의 신경 세포에 영향을 주어 몸의 말단에서 운동에 관여한다.
한편 내측피질척수로(anterior corticospinal tract)는 외측피질척수로에서 집중되는 피라미드교차와는 달리 이에 비해 단계적 분산적으로 교차되어 신체의 중심축에서 이를 중심으로 근위 운동에 관여한다.

## 같이 보기
- 적색핵
- 겉질숨뇌로(corticobulbar tract, 피질연수로)
- 가쪽겉질척수로(lateral corticospinal tract)
- 앞겉질척수로(anterior corticospinal tract)
- 척수시상로
- 브라운 세카르 증후군
- 등쪽기둥-안쪽섬유띠 경로

## 참조
- (J Comp Neurol 2019 Nov 1;527(16):2761-2789. doi: 10.1002/cne.24706. Epub 2019 May 11.

Terminal Organization of the Corticospinal Projection From the Lateral Premotor Cortex to the Cervical Enlargement (C5-T1) in Rhesus Monkey
Robert J Morecraft , Jizhi Ge , Kim S Stilwell-Morecraft , Diane L Rotella , Marc A Pizzimenti , Warren G Darling
PMID: 31032921 PMCID: PMC6721988 (available on 2020-11-01) DOI: 10.1002/cne.24706)https://pubmed.ncbi.nlm.nih.gov/31032921/
- (Brain Res 2016 Aug 15;1645:28-30. doi: 10.1016/j.brainres.2016.01.006. Epub 2016 Jan 11.

Cortical Projections to the Red Nucleus and the Brain Stem in the Rhesus Monkey,Roger N Lemon PMID: 26790348 DOI: 10.1016/j.brainres.2016.01.006)https://pubmed.ncbi.nlm.nih.gov/26790348/
- (Neuroscience 1987 Dec;23(3):809-21. doi: 10.1016/0306-4522(87)90160-6. Brainstem Projections to Spinal Motoneurons: An Update

J C Holstege , H G Kuypers PMID: 2893995 DOI: 10.1016/0306-4522(87)90160-6)https://pubmed.ncbi.nlm.nih.gov/2893995/
- (Neuroscience. 2nd edition. Purves D, Augustine GJ, Fitzpatrick D, et al., editors.

Sunderland (MA): Sinauer Associates; 2001. Motor Control Centers in the Brainstem: Upper Motor Neurons That Maintain Balance and Posture)https://www.ncbi.nlm.nih.gov/books/NBK11081/
- (Motor Areas of the Cerebral Cortex,Gregory R. Bock, Maeve O'Connor, Joan Marsh -Organizaion of motor cortex output P73,74,75 Discussion Kuypers HGJM)https://books.google.co.kr/books?id=LZjQjtUfo7UC&pg=PA76&lpg=PA76&dq=kuypers+bilateral&source=bl&ots=cghDyPl5jQ&sig=ACfU3U0Mix2G74kYrfJpSFv93UR04lz-zQ&hl=ko&sa=X&ved=2ahUKEwjp79fR_6rqAhUUFogKHbMtAGAQ6AEwAXoECAsQAQ#v=onepage&q=kuypers%20bilateral&f=false